# العلاقات الفيتنامية الكينية
العلاقات الفيتنامية الكينية هي العلاقات الثنائية التي تجمع بين فيتنام وكينيا.

## مقارنة بين البلدين
هذه مقارنة عامة ومرجعية للدولتين:
| وجه المقارنة                                              | فيتنام           | كينيا                         |
| --------------------------------------------------------- | ---------------- | ----------------------------- |
| المساحة (كم2)                                             | 331.69 ألف       | 581.31 ألف                    |
| عدد السكان (نسمة)                                         | 94.66 مليون      | 48.47 مليون                   |
| الكثافة السكانية (ن./كم²)                                 | 285.39           | 83.38                         |
| العاصمة                                                   | هانوي            | نيروبي                        |
| اللغة الرسمية                                             | اللغة الفيتنامية | اللغة السواحلية، لغة إنجليزية |
| العملة                                                    | دونغ فيتنامي     | شيلينغ كيني                   |
| الناتج المحلي الإجمالي (بليون دولار)                      | 234.19 مليار     | 74.94 مليار                   |
| الناتج المحلي الإجمالي (تعادل القوة الشرائية) بليون دولار | 553.42 مليار     | 142.24 مليار                  |
| الناتج المحلي الإجمالي الاسمي للفرد دولار أمريكي          | 2.48 ألف         | 1.38 ألف                      |
| الناتج المحلي الإجمالي للفرد دولار أمريكي                 | 5.63 ألف         | 2.95 ألف                      |
| مؤشر التنمية البشرية                                      | 0.666            | 0.548                         |
| رمز المكالمات الدولي                                      | +84              | +254                          |
| رمز الإنترنت                                              | .vn              | .ke                           |
| المنطقة الزمنية                                           | ت ع م+07:00      | ت ع م+03:00                   |

## منظمات دولية مشتركة
يشترك البلدان في عضوية مجموعة من المنظمات الدولية، منها:
| علم المنظمة | اسم المنظمة                        | تاريخ انضمام فيتنام | تاريخ انضمام كينيا |
| ----------- | ---------------------------------- | ------------------- | ------------------ |
|             | مؤسسة التنمية الدولية              | 24 سبتمبر 1960      | 3 فبراير 1964      |
|             | يونسكو                             | 6 يوليو 1951        | 7 أبريل 1964       |
|             | وكالة ضمان الاستثمار متعدد الأطراف | 5 أكتوبر 1994       | 28 نوفمبر 1988     |
|             | الأمم المتحدة                      | 20 سبتمبر 1977      | 16 ديسمبر 1963     |
|             | الفريق المعني برصد الأرض           | ?                   | ?                  |
|             | الاتحاد البريدي العالمي            | ?                   | ?                  |
|             | البنك الدولي للإنشاء والتعمير      | 21 سبتمبر 1956      | 3 فبراير 1964      |
|             | الاتحاد الدولي للاتصالات           | 24 سبتمبر 1951      | 11 أبريل 1964      |
|             | منظمة حظر الأسلحة الكيميائية       | ?                   | ?                  |
|             | مؤسسة التمويل الدولية              | 4 أغسطس 1967        | 3 فبراير 1964      |
|             | منظمة التجارة العالمية             | 11 يناير 2007       | 1995               |
|             | منظمة الشرطة الجنائية الدولية      | ?                   | ?                  |

## وصلات خارجية
- موقع وزارة الخارجية الفيتنامية
- موقع وزارة الخارجية الكينية